# Louise Cornaz
Louise Cornaz (* 12. Januar 1850 in Montet, Gemeinde Cudrefin; † 11. März 1914 ebenda; heimatberechtigt in Moudon, Cudefrin, Faoug und Neuenburg) war eine Schweizer Schriftstellerin und Übersetzerin aus dem Kanton Waadt.

## Leben
Louise Cornaz war eine Tochter von Auguste Cornaz. Von 1864 bis 1866 besuchte sie ein Internat in Esslingen am Neckar. Danach verliess sie ihren Familiensitz nur noch für kurze Zeit, wenn sie auf Reisen ging, unter anderem nach Deutschland.
Sie arbeitete für mehrere Zeitschriften und verfasste unter dem Pseudonym «Joseph Autier» Romane und Novellensammlungen. 1885 erschien Marius Maurel, im Jahr 1886 Accords brisés und 1908 Mademoiselle la nièce. Sie veröffentlichte im Jahr 1911 unter dem Titel Les Hauts Faits de la bande des Ormes Jugendgeschichten. Auch Biografien wurden von Cornaz publiziert, unterem anderem Madame Récamier im Jahr 1900. Daneben übersetzte sie angelsächsische Erbauungsliteratur und Werke über Landschaft und Bräuche des Waadtlands.
Im Jahr 1907 wurde Cornaz die erste Redaktorin des Bulletin féminin, des Organs der Westschweizer Frauenvereinigung.